# Ekstraklasa 2008-2009 (calcio a 5)
Il Campionato polacco di calcio a 5 2008-2009 è stato il quindicesimo campionato polacco di calcio a 5, disputato nella stagione 2008/2009 e che ha visto imporsi per la prima volta l'Hurtap Łęczyca.
| Pos | Squadra             | Pti | G  | V  | N | P  | GF | GS |
| --- | ------------------- | --- | -- | -- | - | -- | -- | -- |
| 1   | Hurtap Łęczyca      | 52  | 22 | 17 | 1 | 4  | 79 | 44 |
| 2   | Akademia Poznań     | 47  | 22 | 14 | 5 | 3  | 93 | 54 |
| 3   | Jango Katowice      | 47  | 22 | 14 | 5 | 3  | 77 | 51 |
| 4   | Nova Gliwice        | 46  | 22 | 13 | 7 | 2  | 85 | 56 |
| 5   | Kupczyk Cracovia    | 35  | 22 | 10 | 5 | 7  | 82 | 78 |
| 6   | Clearex Chorzów     | 32  | 22 | 10 | 2 | 10 | 68 | 58 |
| 7   | GKS Tychy           | 27  | 22 | 8  | 3 | 11 | 75 | 83 |
| 8   | Gaszyñscy Kraków    | 22  | 22 | 6  | 4 | 12 | 61 | 90 |
| 9   | Pogoń Stettino      | 18  | 22 | 4  | 6 | 12 | 52 | 76 |
| 10  | Grembach Zgierz     | 18  | 22 | 5  | 3 | 14 | 68 | 93 |
| 11  | RD Chojnice         | 16  | 22 | 4  | 4 | 14 | 55 | 77 |
| 12  | Gwiazda Ruda Slaska | 12  | 22 | 3  | 3 | 16 | 52 | 87 |

|  | Campione   |
|  | Retrocesse |